# یومیکو کوبایاشی
یومیکو کوبایاشی (انگلیسی: Yumiko Kobayashi; ۱۸ ژوئن ۱۹۷۹ – ) خواننده، و صداپیشه اهل ژاپن است. وی از سال ۱۹۹۸ میلادی تاکنون مشغول فعالیت بوده‌است.